# Citroën-Kégresse P7T
La Citroën-Kégresse P7T est une autochenille à propulseur Kégresse des années 1920, à usage militaire et civil.
La Citroën P7T est assez semblable au modèle P4T mais son propulseur est à entraînement positif. Équipée de chenilles en caoutchouc, elle est remplacée par la P7 bis à chenilles métallo-caoutchouc.

## Conception
La Citroën-Kégresse P7T reprend les caractéristiques du modèle P4T. Le moteur est le même, un Citroën 9 CV type B de 4 cylindres 68 × 100 mm de 1 452 cm3, développant 18 ch à 2 000 tr/min.
Le propulseur est maintenant à entraînement positif : la poulie motrice est à l'avant. Cette inversion du propulseur évite le cabrage du véhicule au sommet des pentes. De plus, par rapport au P4T, le poids du véhicule n'est plus transmis aux quatre galets centraux par un essieu fixe mais par un essieu suspendu par un ressort à lames,.
Le moteur consomme 16,1 L/100km (20 à 30 L/100km en tout terrain) et permet une vitesse maximale sur route de 31,6 km/h. Le véhicule pèse 1,17 t.

## Historique

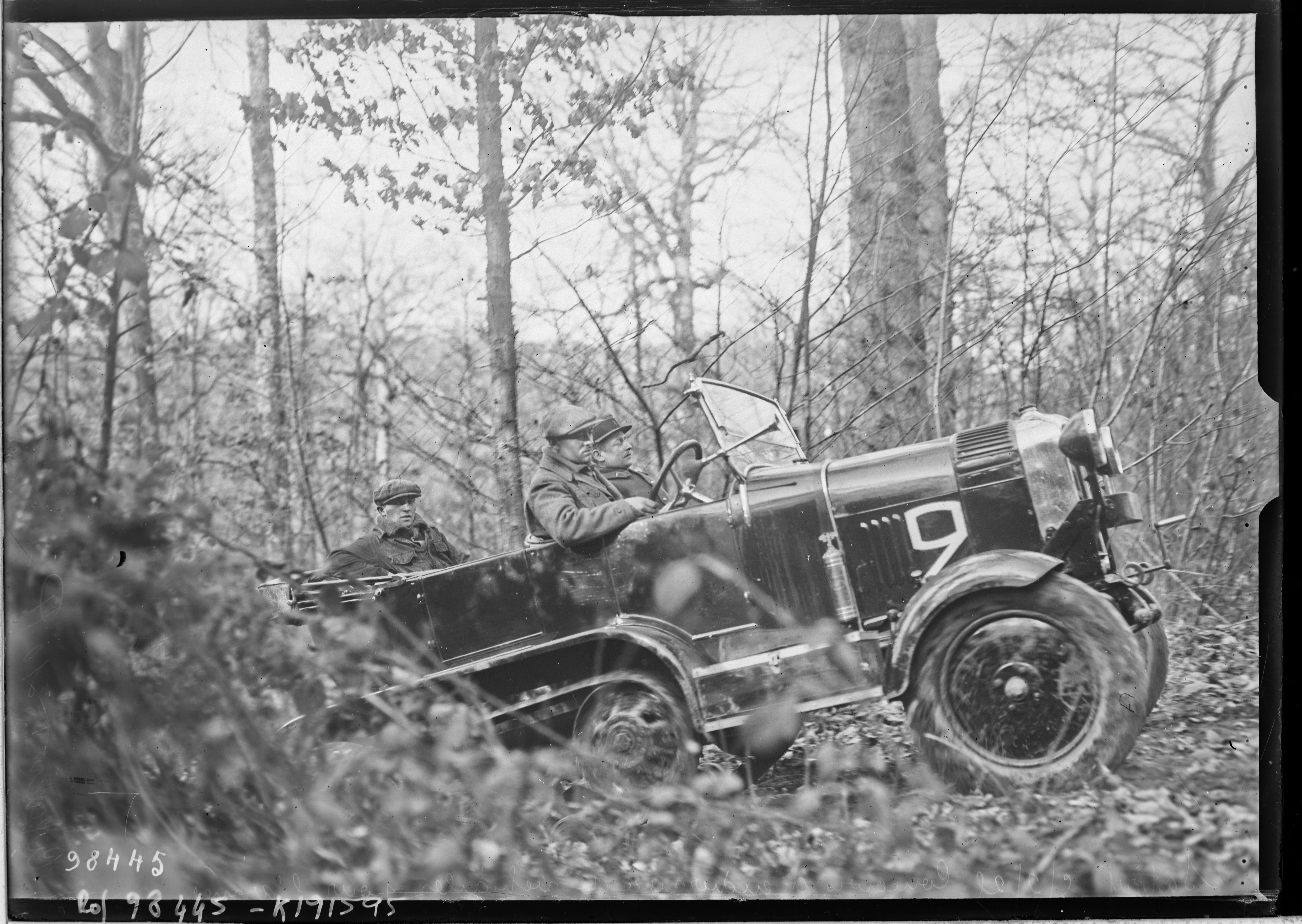
Prototype P7T (type L) testé à Satory le 5/2/1925.

Quatre prototypes P7T sont envoyés au concours militaire de 1925 à Satory. Deux, numérotés 1 et 2, répondent au type L (voiture de liaison à quatre places et une charge utile de 400 kg) et deux, numérotés 3 et 4, au type R ( voiture de reconnaissance à six places dont deux sur strapontins et une charge utile de 700 kg). Les deux variantes diffèrent légèrement, notamment par le nombre d'éléments amovibles sur le radiateur du moteur (neuf sur le type L et dix sur le type R). C'est finalement le Berliet VPB à six roues qui est primé en mars.

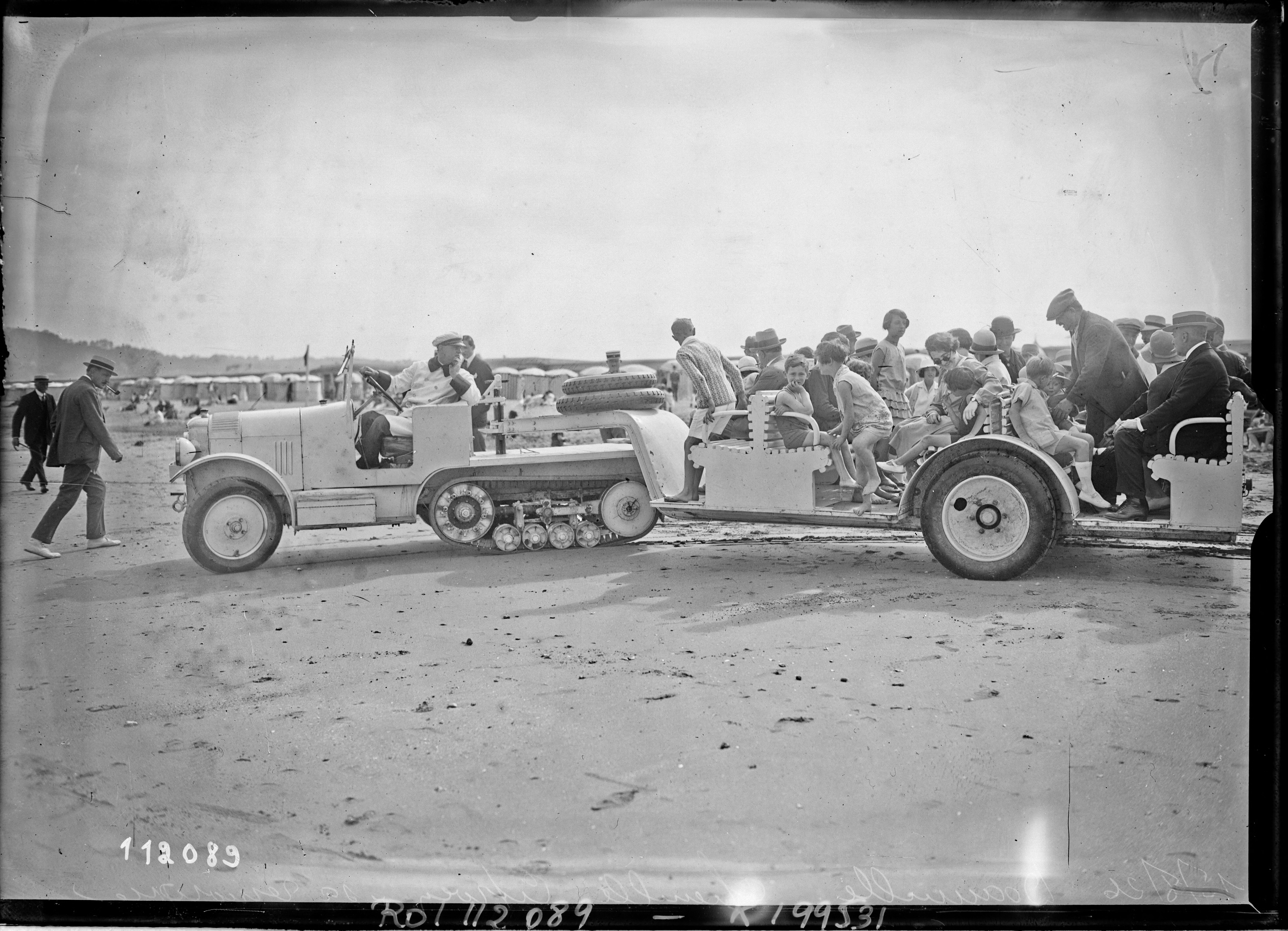
Citroën P7T et sa remorque utilisée pour le transport de touristes à Deauville en 1926.

Le modèle de série du P7T a une carrosserie simplifiée, semblable à celle du modèle P4T. Plusieurs types sont proposés au catalogue : initialement châssis nu, carrosserie plateforme, carrosserie type tourisme ou torpédo, puis également voiture sanitaire ou tracteur de péniche à partir de 1926. Le P7T est primé au concours d'endurance d'octobre 1925.
Sur la centaine de P7T produites, environ 60 sont achetées par l'Armée française. Elles sont carrossées, selon les contrats, en voitures de liaison tous terrains, voitures sanitaires tous terrains ou en tracteurs d'aviation. L'Armée portugaise achète par ailleurs quelques P7T de transport de troupes. La voiture de commandement d'escadron associée aux automitrailleuses P4T françaises envoyées au Levant est également équipée d'un propulseur P7T. Des tracteurs d'aviation P7T sont toujours en service au début de la Seconde Guerre mondiale.
Enfin, l'Armée française teste plusieurs Citroën à propulseur P7T mais à moteur Mors 15 CV, 4 cylindres 80 × 149 mm (2 815 cm3) plus puissant. Un de ceux-ci est testé en juin-juillet 1925 pour un concours de tracteurs d'artillerie légère. Acheté par l'Armée et mis en service au 306e régiment d'artillerie portée, il n'est finalement pas produit en série. Un P7T à moteur Mors 15 CV est également testé avec un affût quadruple de mitrailleuses de 13,2 mm contre-avions. Enfin, un prototype d'automitrailleuse de cavalerie (AMC) no 2 à propulseur P7T et moteur Panhard 16CV sort en février 1925. Équipée d'une maquette de blindage en bois, cette AMC atteint la vitesse de 55 km/h. Allégé, ce modèle évoluera vers l'AMC Panhard P16.